# Borkumer Kleinbahn

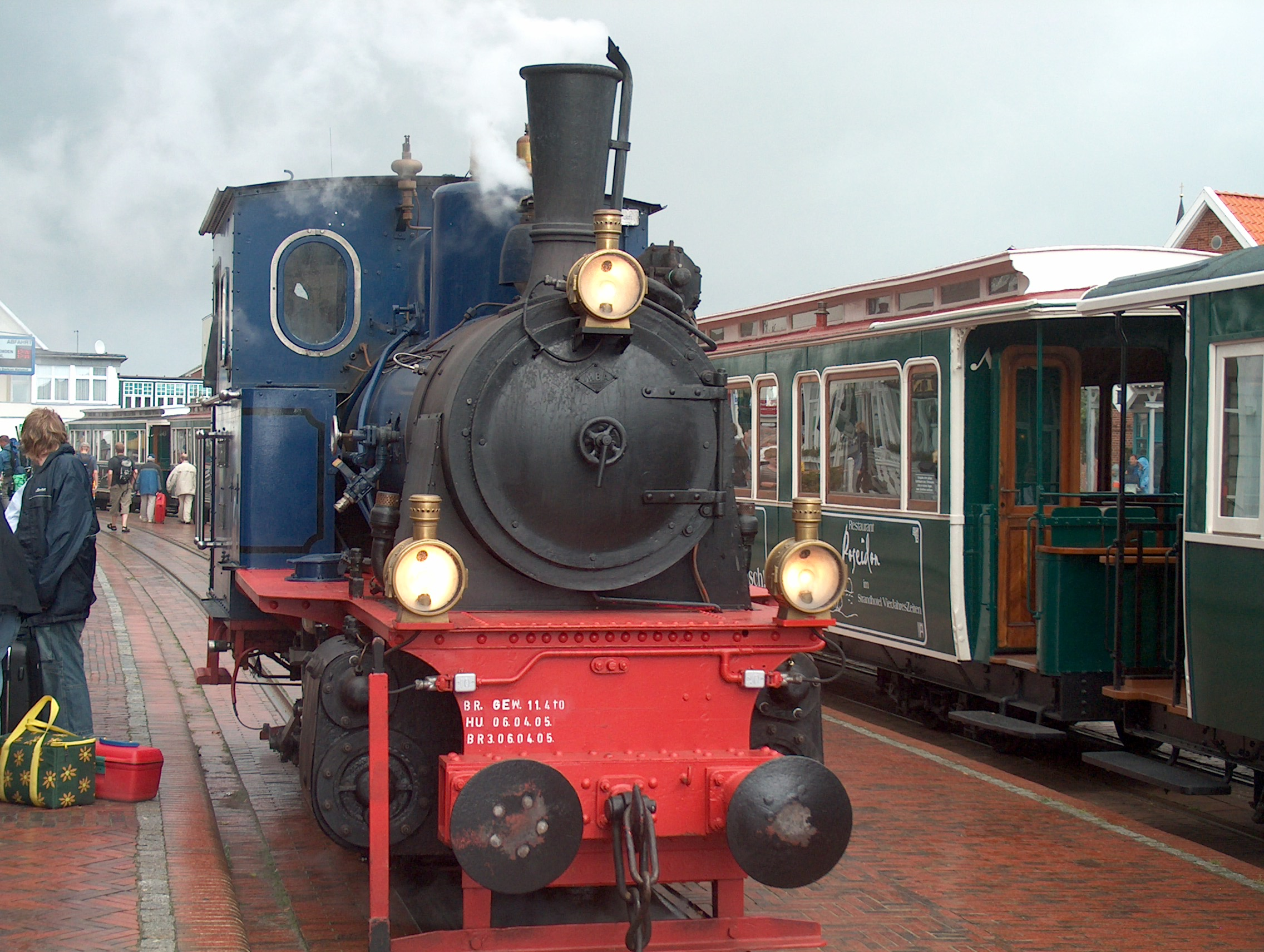
Borkumer Kleinbahn met museumtrein

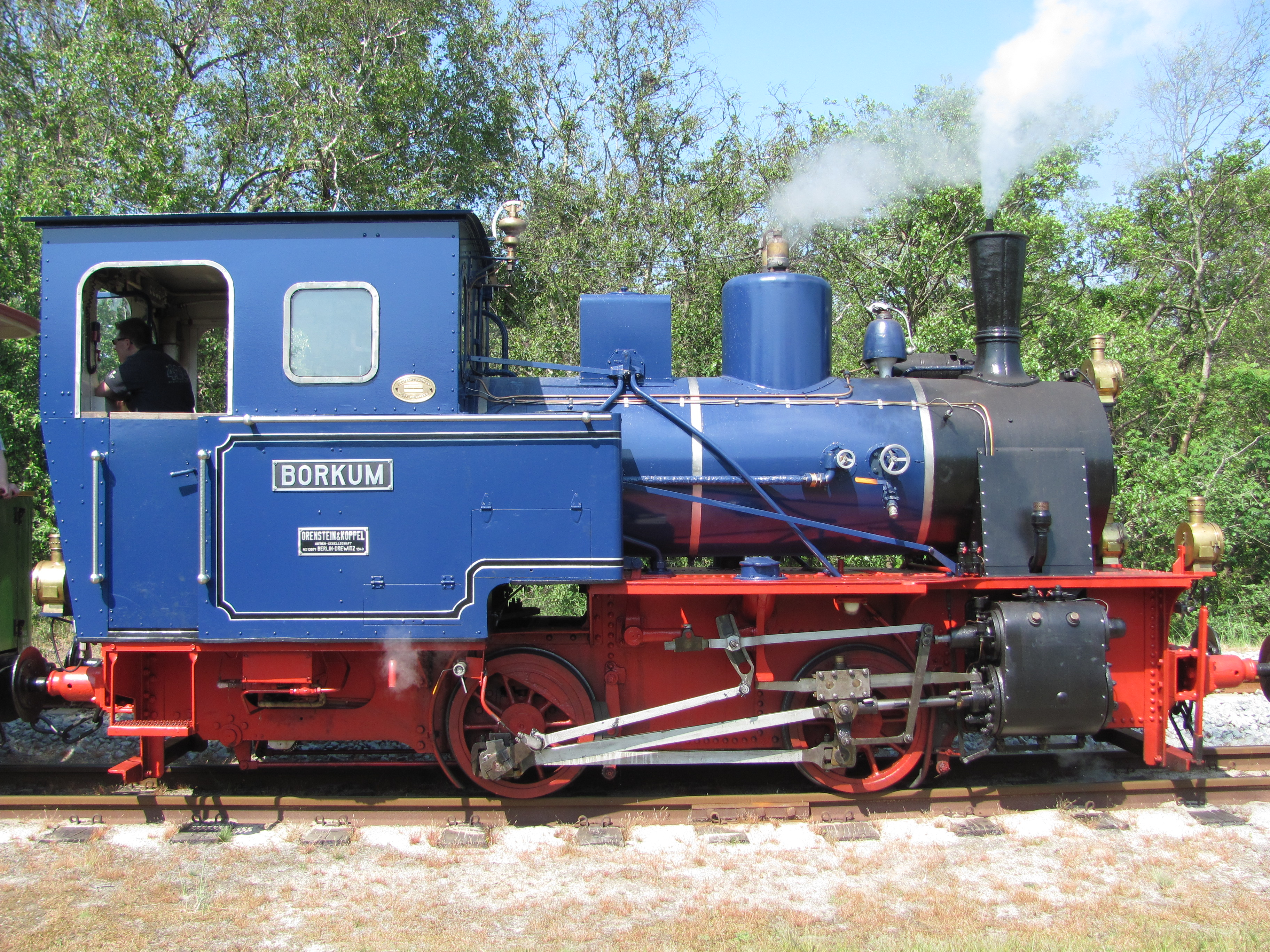
De stoomlocomotief „Borkum“ van de Borkumer Kleinbahn

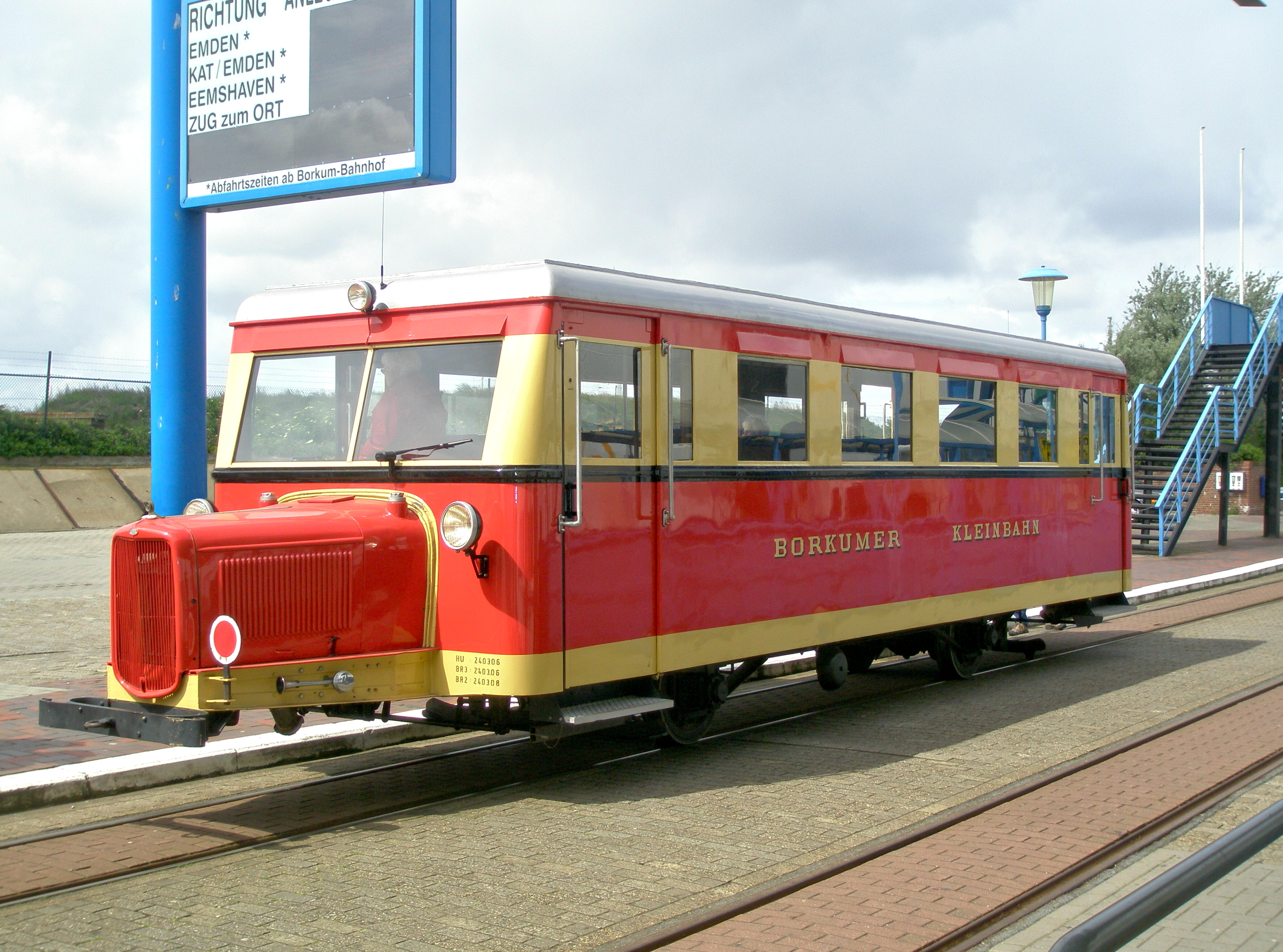
Wismar-motorrijtuig uit 1940

De Borkumer Kleinbahn is een smalspoorbaan van ongeveer 7,5 kilometer met een spoorwijdte van 900 mm op het Oost-Friese waddeneiland Borkum. Het spoor verbindt de veerboothaven met Borkum-Stadt en is een belangrijke verkeersader op het eiland.

## Geschiedenis
Nadat de oude vuurtoren door brand verwoest werd, werd in 1879 op Borkum een paardentramlijn gebouwd. Deze was bedoeld om de materialen voor de bouw van een nieuwe vuurtoren vanaf de Waddenzee naar de binnenstad van Borkum te brengen. Vanaf 1883 werden er ook stoomlocomotieven ingezet op dit traject, maar de baan moest worden verzwaard voordat de spoorlijn in 1888 voor reizigers- en goederenvervoer in bedrijf kon worden genomen. Tijdens de Tweede Wereldoorlog werd de spoorbaan vooral door de marine gebruikt. Het wagenpark bestond toen uit zeventig wagens en zes locomotieven. In 1962 lag de lijn enige tijd stil doordat de februaristorm grote schade had aangericht. Sinds 1968 worden er geen goederen meer per spoor vervoerd. Vanaf de jaren zeventig werd het traject steeds belangrijker voor vervoer van toeristen.

## Huidige situatie

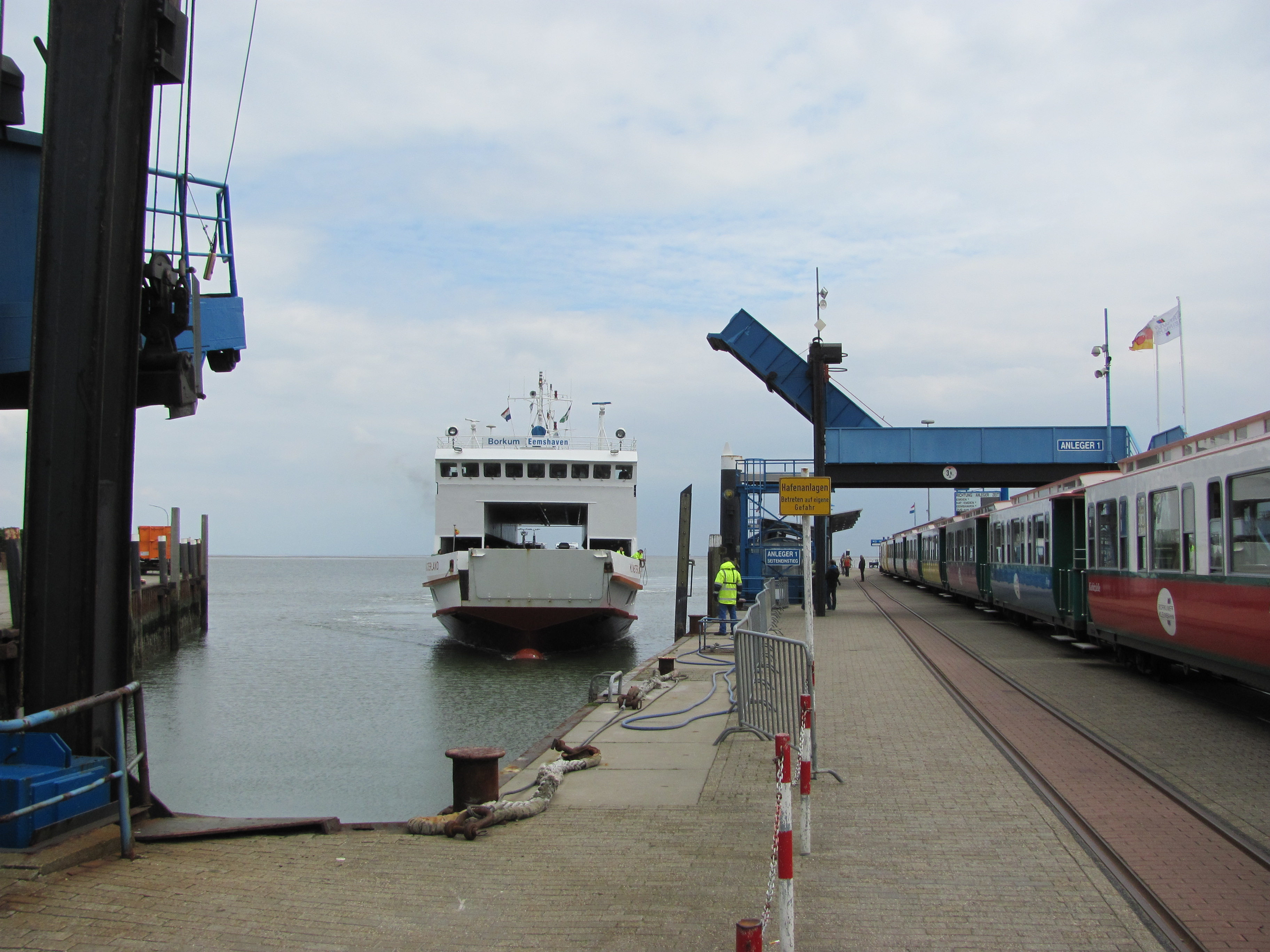
Boot en trein

De exploitatie is in handen van AG Ems. Rond 1993 werd zowel het spoor als het wagenpark vernieuwd. Bij Schöma werd een drietal tweeassige diesellocomotieven met de namen Hannover, Berlin en Münster aangeschaft. Om tijd te sparen bij het wisselen van locomotief aan het eind van het spoor, kwam er in 2007 een soortgelijke locomotief met de naam Aurich bij. In 1993-94 werden twee eenheden bestaande uit acht personenrijtuigen en een bagagewagen door Waggonbau Bautzen afgeleverd. Deze rijtuigen in retrostijl voldoen aan de moderne eisen, maar hebben het uiterlijk van materieel van honderd jaar geleden.

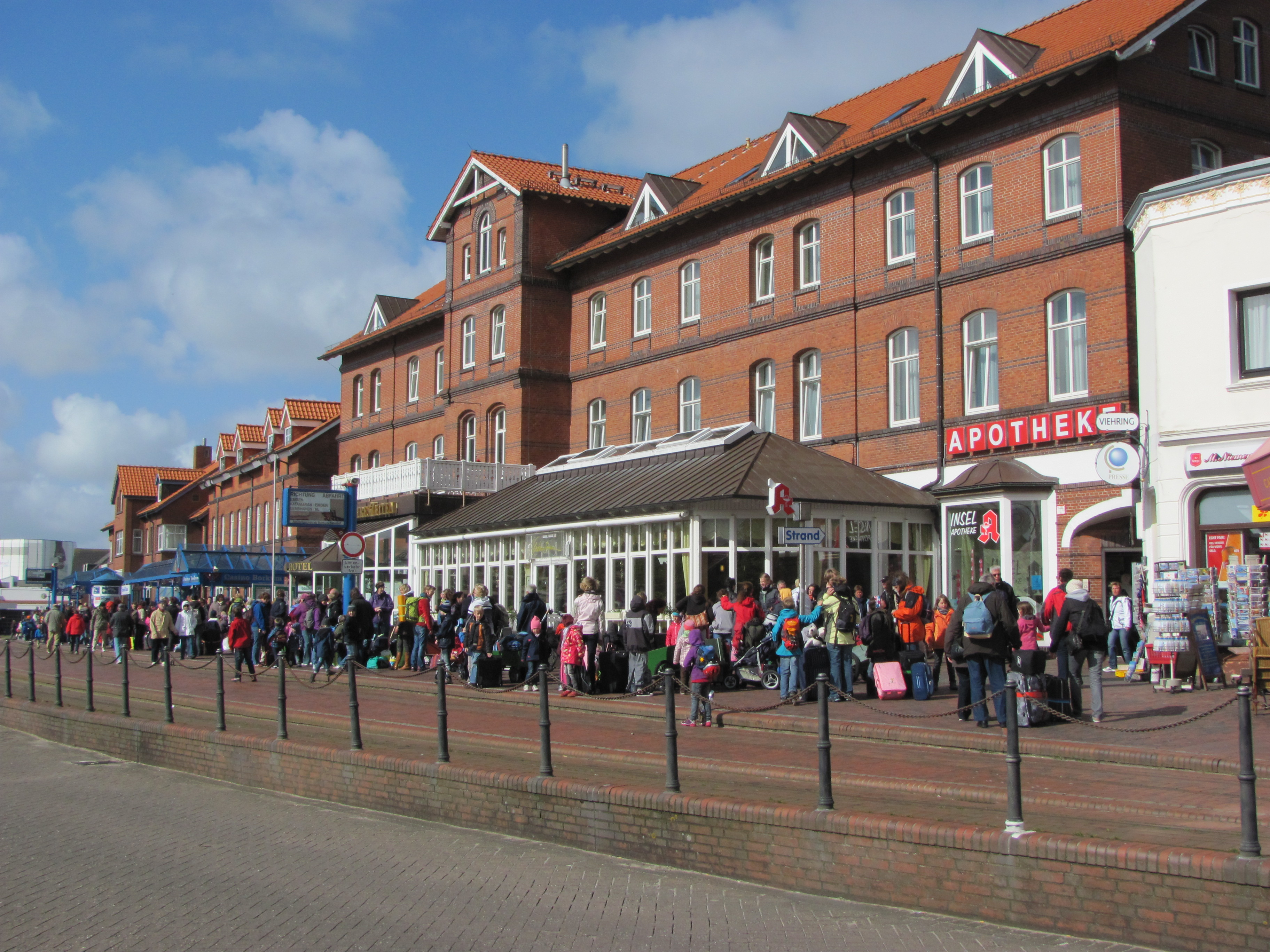
Station Borkum

Naast het nieuwe materieel zijn er drie oudere diesellocomotieven met de namen Leer (bouwjaar 1935), Münster (1957) en Emden (1970) in dienst. De Emden trekt tijdens het hoofdseizoen bij grote drukte een trein bestaande uit historische rijtuigen, die tot 1993 in normale dienst waren. Regelmatig trekt stoomlocomotief Borkum deze trein. Deze heette oorspronkelijk Dollart (bouwjaar 1942) en was tot 1962 in dienst. In 1995 begon de restauratie en vanaf 1997 is ze weer in bedrijf. Ook beschikt de Kleinbahn over een Wismar-motorrijtuig uit 1940.